# Babylon (Domažlicei járás)
Babylon település Csehországban, a Domažlicei járásban. Babylon Domažlice, Pec, Újezd, Pasečnice és Česká Kubice településekkel határos. Lakosainak száma 371 fő (2024. január 1.).

## Népesség
A település lakosságának változását az alábbi diagram mutatja:
| Lakosok száma | 177  | 182  | 201  | 236  | 205  | 296  | 302  | 313  | 317  | 371  |
|               | 1869 | 1900 | 1921 | 1961 | 1980 | 2011 | 2016 | 2019 | 2021 | 2024 |